# 月桂冠 (企業)
月桂冠株式会社（げっけいかん）は、日本の酒造メーカーである。日本酒を中心に各種の酒類を製造する。「月桂冠」は同社が製造する日本酒の銘柄でもあり、西洋で勝利と栄光を象徴する月桂冠を由来として名付けられ、1987年から社名にもしている。本社および工場は京都府京都市伏見区に所在する。

## 概要
明治時代以降急速に全国展開し、灘の白鶴酒造とともに日本最大の酒造メーカーとなった。戦後は、業界に先駆けて一年を通して醸造可能な「四季醸造蔵」を建設し、大量の酒を供給することに成功した。「For Your Lifestyle Taste うるおいをあなたと」を企業コンセプト、「健をめざし 酒を科学して 快を創る」を基本理念とする。
本業の日本酒製造のほか、焼酎の製造と販売、ビール、ワイン、食品などの販売、日本酒を利用した化粧品や入浴剤などの販売、医薬品開発なども手掛ける。稲わら原料のバイオエタノール製造特許、花王と共同研究で麹菌による染毛特許をそれぞれ取得するなど、清酒製造で培ったバイオ技術も応用する。
2014年4月に「冷凍鍋焼きうどん」のキンレイ（旧法人）から食品事業を会社分割により譲受し、新法人「キンレイ」を設立するなど新事業も手掛ける。

## 特徴

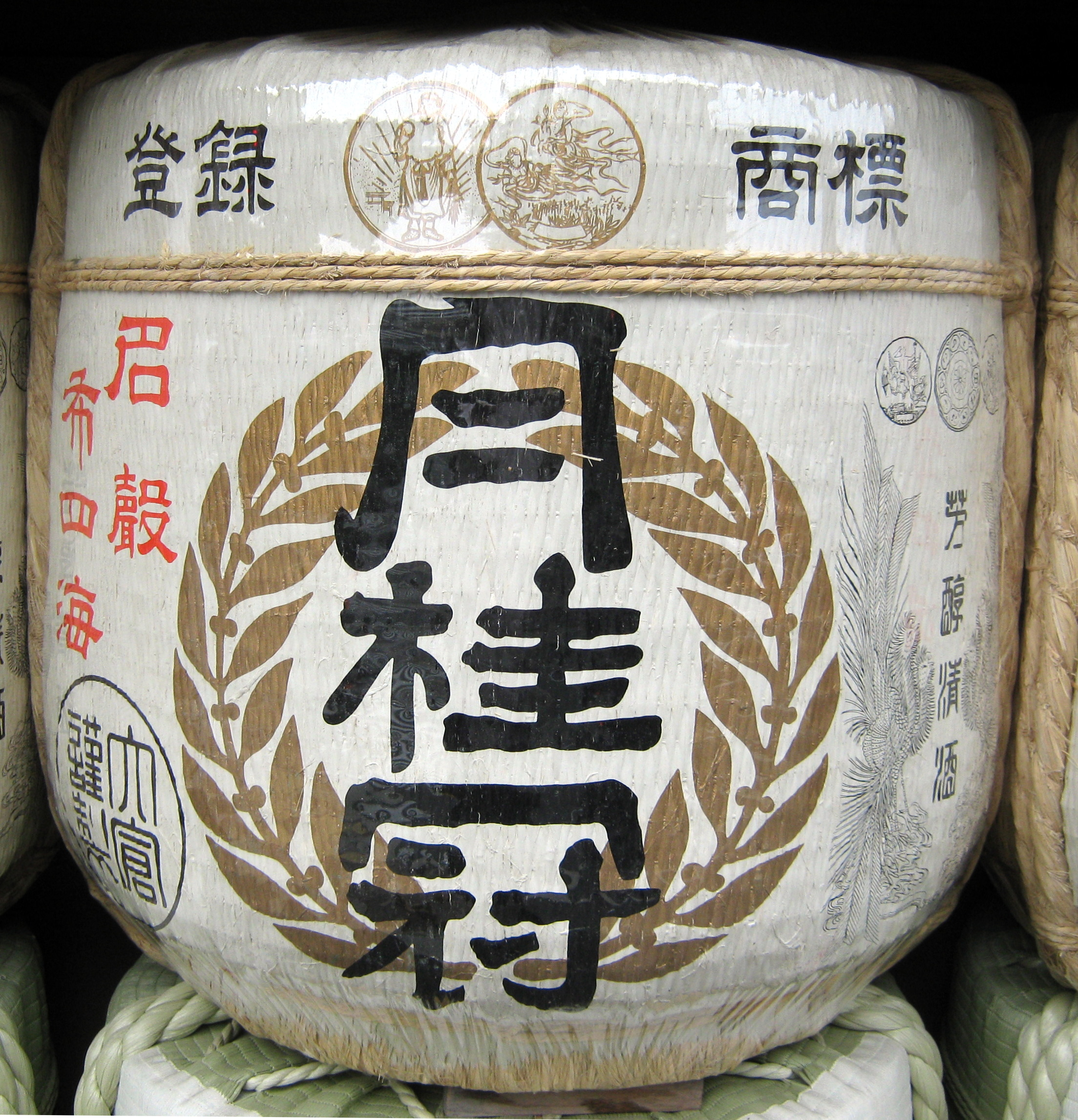
月桂冠の酒樽の一例

他業界に比べて創業が古い日本酒業界で月桂冠は特に古く、1637年に創業する。1867年の鳥羽・伏見の戦いで酒蔵などが被害を受けるが、本宅は被害を被らずに廃業を免れる。明治時代以降に全国的な清酒メーカーとして発展した。
数十年以上日本酒メーカーとして首位を誇ったが、2002年に白鶴酒造に抜かれた。
京都の名門企業で、伝統企業の国際組織「エノキアン協会」に加盟している。協会入会は「創業200年以上の歴史」「同族経営」「業績良好」が条件で、日本から月桂冠、法師、虎屋、岡谷鋼機、赤福が入会を認められた。
非上場株式会社で、社長は代々大倉家から選任し、堅実経営で知られる。
ブランドロゴは月桂樹の葉を環状にしたものを用いていたが、最新のものは月桂樹の葉を近代的に改良している。1970年代は「お酒の王様・月桂冠」、1980年代は「日本の酒・月桂冠」のジングルを用いた。特徴的な商品名の筆文字は、「明治の三筆」書家日下部鳴鶴による。
業界に先駆け、「月桂冠総合研究所」を設立し、四季醸造蔵を建設するなど、科学技術で大量醸造を可能として近代化を進めた。一部で杜氏を中心とした伝統的醸造も、現在でも手掛ける。常勤の杜氏は1人で、大量醸造で競争力のある製品を製造する。全国新酒鑑評会やモンドセレクションでたびたび金賞を得る。
Jリーグ京都サンガF.C.のオフィシャルスポンサーで、近年は企業メセナとして月桂冠大倉記念館で酒造りに関する文化財等を公開している。
はやくからアメリカ合衆国へ進出し、現在は米国内市場で25%を占め、韓国や中国でも販売する。
自社単独で厚生年金基金を保有する数少ない企業で、非上場のために退職給付会計などの影響が軽微なことが基金存続の理由と思われる。京都府下で他に厚生年金基金を保有する企業は、株式会社イシダのみである。

## 沿革

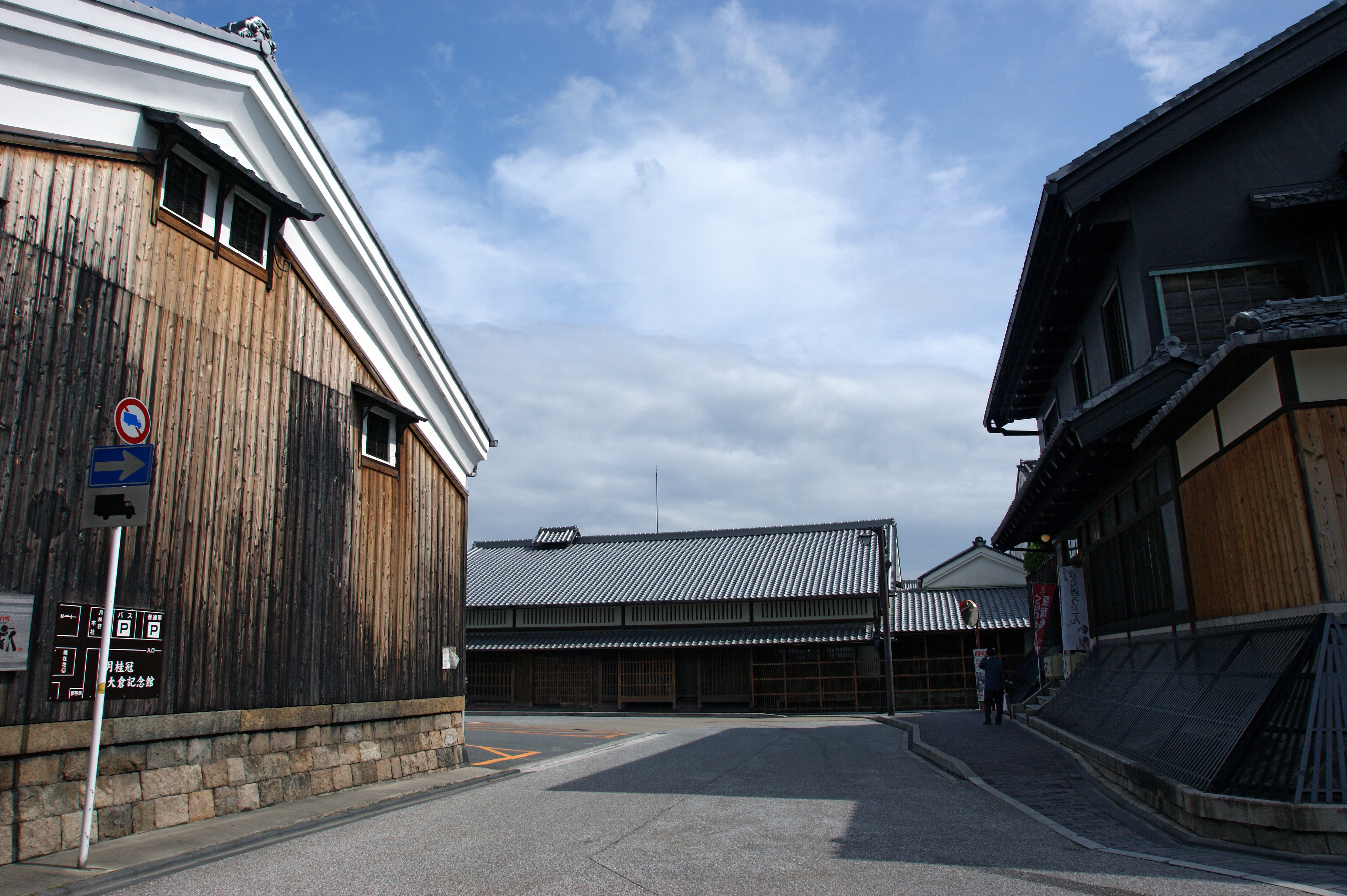
月桂冠大倉記念館（左）、大倉家本宅（中央）、月桂冠旧本社（右）

- 1637年（寛永14年） - 大倉治右衛門により酒屋「笠置屋」として創業し、「玉泉（）」の銘柄で酒を発売する。屋号は、創業者出身地である現在の京都府相楽郡笠置町から採った。
- 1905年（明治38年） - 11代目の大倉恒吉が「月桂冠」を銘柄名として採用する。
- 1910年（明治43年） - 駅でコップ付の酒を発売して月桂冠の名が知られる。
- 1927年（昭和2年）5月15日 - 個人経営の大倉恒吉商店を改組し、株式会社大倉恒吉商店を設立。
- 1939年（昭和14年） - 清酒が公定価格の対象となり価格が固定化される[2]。
- 1944年（昭和19年）1月28日 -「大倉酒造株式会社」に社名を変更。
- 1981年（昭和56年） - 業界に先駆けて三増酒を全廃する。菊正宗や松竹梅が再開した現在は大手唯一の完全無糖化蔵である。
- 1984年（昭和59年） - 創業200年以上の企業で構成されるエノキアン協会に加盟する。
- 1987年（昭和62年）4月1日 - 笠置屋創業350年、会社設立60年を機に、社名を「月桂冠株式会社」に変更。
- 1989年（平成元年） - 米国月桂冠株式会社を設立する。
- 1995年（平成7年） - 業界初の200 mlカップ酒「ザ・カップ200（上撰/佳撰）」を発売[3]する。
- 1996年（平成8年） - 韓国月桂冠株式会社を設立する。
- 2002年（平成14年）4月1日 - コーポレートシンボルを導入して「For Your Lifestale Teast うるおいを あなたと」のキャッチコピーを制定する。
- 2003年（平成15年） - 阪神・淡路大震災の損傷や老朽化により、永らく醸造の主力であった北蔵地区で醸造を中止する。以後は貯蔵庫として利用する[4]。
- 2007年（平成19年） - 上海駐在所を設立する。
- 2010年（平成22年） - カップ酒「ザ・カップ200」を軽量化し、「エコカップ（上撰/佳撰/つき/糖質ゼロ）」を発売[5]する。従来155 gの容器重量を129 gに軽量化し、容量は200 mlから210 mlに増量する。
- 2011年（平成23年） - 中国に販売会社の月桂冠（上海）商貿有限公司を設立する。
- 2014年（平成26年） - 株式会社キンレイ[注 2]の食品事業部門を会社分割により譲受し、新法人株式会社キンレイを設立する。北蔵地区再開発のために近代化産業遺産の旧大倉酒造研究所および明治期の木造酒蔵などを解体[4]する。
- 2015年（平成27年） - 環境に鯛する取り組みで「第12回京都環境賞」特別賞（企業活動賞）を受賞する。
- 2017年（平成29年） - 日本酒初のプリン体低減特許製法で「プリン体ゼロ」の商品を発売する。

## 商品

### 日本酒

#### 新感覚日本酒
- 果月 桃 720ml壜詰
- 果月 葡萄 720ml壜詰
- 果月 メロン 720ml壜詰

#### 機能性日本酒
- 糖質・プリン体Wゼロ 2.7Lパック
- 糖質・プリン体Wゼロ 1.8Lパック
- 糖質・プリン体Wゼロ 900mlパック
- 糖質・プリン体Wゼロ 500mlパック
- 糖質・プリン体Wゼロ エコカップ210ml

#### 純米大吟醸酒・純米吟醸酒・大吟醸酒
- 鳳麟 純米大吟醸 1.8L壜詰
- 鳳麟 純米吟醸 720ml壜詰
- 純米大吟醸 300ml壜詰
- ヌーベル月桂冠 純米吟醸 720ml壜詰
- 月桂冠 THE SHOT 香醇エレガント〈純米吟醸〉 180ml壜詰
- 大吟醸 生詰 720ml壜詰
- 大吟醸 生詰 300ml壜詰
- 大吟醸 1.8L壜詰
- 大吟醸 1.8Lパック
- 大吟醸 900mlパック
- おちょこ付き大吟醸 180ml
- 月桂冠 THE SHOT 華やぐドライ〈大吟醸〉 180ml壜詰
- 京しぼり 祝米 大吟醸 720ml壜詰

#### 特別純米酒・純米酒
- 超特撰 特別純米 純金箔入 1.8L壜詰
- 山田錦特別純米 720ml壜詰
- 山田錦特別純米 300ml壜詰
- 山田錦純米 1.8Lパック
- 山田錦純米 900mlパック
- 山田錦純米 エコカップ210ml
- 純米 1.8Lパック
- おしゃべりクジラ まろやかリッチ 720ml壜詰
- おちょこ付き純米 180ml
- ミニカップ純米 100ml

#### 本醸造酒
- 特撰 1.8L壜詰
- 特撰 720ml壜詰
- 月桂冠 THE SHOT 艶めくリッチ〈本醸造〉 180ml壜詰

#### 普通酒
- 上撰 1.8L壜詰
- 上撰 720ml壜詰
- 上撰 300ml壜詰
- 上撰 辛口 1.8L壜詰
- 佳撰 1.8L壜詰
- 恒の月 辛口 1.8L壜詰
- 七福神めぐり 1.8L壜詰
- 月桂冠カップ 300ml
- 上撰エコカップ210ml
- 佳撰エコカップ210ml
- 上撰キャップエース 180ml
- 上撰ニューカップ 180ml
- 月桂冠 THE SHOT 芳醇クラシック〈上撰生詰〉 180ml壜詰
- 月桂冠 アルゴ 日本酒5.0 720ml
- 月桂冠 アルゴ 日本酒5.0 300ml
- 上撰さけパックプレミアムブレンド 1.8Lパック
- 上撰さけパックプレミアムブレンド 900mlパック
- 上撰さけパック 2Lパック
- 上撰さけパック 900mlパック
- 佳撰グリーンパック 2Lパック
- つき 3Lパック
- つき 2Lパック
- つき 900mlパック
- つき 650mlパック
- つき 500mlパック
- つき 180mlパック
- つき エコカップ210ml
- つき 100mlカップ
- 辛口 3Lパック
- 辛口 2Lパック
- あまくち 2Lパック
- うまくち 3.6Lパック

#### 生酒・にごり酒
- 生酒 280ml壜詰
- 生酒 180ml壜詰
- おしゃべりクジラ すっきりフルーティ
- 生原酒 300ml壜詰
- にごり酒 720ml壜詰
- にごり酒 300ml壜詰
- にごり酒 エコカップ210ml

#### 角樽・樽詰・樽酒
- 角樽 特撰本醸造
- 樽詰
- 上撰 樽酒 1.8L壜詰

#### 料飲店向け商品
- 伝匠月桂冠 大吟醸 1.8L壜詰
- 伝匠月桂冠 純米吟醸 1.8L壜詰
- 京山水 特別純米 1.8L壜詰
- 京山水 本醸造 1.8L壜詰
- 夢水 山田錦大吟醸 300ml壜詰
- 京の泉 山田錦特別純米 300ml壜詰
- 上撰 180ml壜詰
- 特撰 180ml壜詰
- 辛口 180ml壜詰

### 日本酒テイスト飲料
- スペシャルフリー

### スパークリング・リキュール・梅酒
- スパークリング清酒 うたかた
- サムライロック
- ほろどけ【もも】
- ほろどけ【りんご】
- ほろどけ【いちご】
- 完熟梅酒原酒
- 甘濃い梅ワイン

### 輸入ビール・輸入ワイン

#### ドイツビール
- ヴェルテンブルガー ピルス
- ヴェルテンブルガー 白ビール（ヘル・ヴァイス）
- ヴェルテンブルガー アッサム・ボック
- ヴェルテンブルガー バロック・ドゥンケル

#### フランスワイン
- ヴァン・ド・フランス『キュヴェ・デュ・ソムリエ』赤
- ヴァン・ド・フランス『キュヴェ・デュ・ソムリエ』白

### その他の商品
- 月桂冠のあま酒
- 美味しく仕上がる料理清酒
- 本みりん
- 上撰BIB
- 辛口BIB
- 美味しく仕上がる料理清酒BIB
- 本みりんBIB

## 過去の商品

### 日本酒
- シルバー月桂冠 150ml
- 月桂冠 タイム 1800ml
- 月桂冠 タイム 1400ml
- 月桂冠 タイム 700ml
- 月桂冠 タイム 180ml
- 上撰 融米造り 1.8L壜詰
- 上撰 融米造り 500ml壜詰
- 上撰 融米造り 1.8Lパック
- 融米造り あいラベル 1.8L壜詰
- にっぽん 1.8L
- にっぽん 1250ml
- にっぽん 900ml
- にっぽん 620ml
- にっぽん 500ml
- にっぽん 180ml
- にっぽん 100ml
- 吟醸酒 100ml
- 燗カップ 180ml
- ザ・カップ 純米 200ml
- ザ・カップ 辛口 200ml
- ザ・カップ 生貯蔵 200ml
- ザ・カップ生貯蔵原酒 200ml
- 特撰 1.8L壜詰 寿ラベル
- 上撰 1.8L壜詰 寿ラベル
- 特撰 180ml壜詰
- 特撰 150ml壜詰
- 上撰 500ml壜詰
- 佳撰 500ml壜詰
- 特撰 300ml壜詰
- 佳撰 300ml壜詰
- 特撰 900ml壜詰
- 上撰 900ml壜詰
- 佳撰 900ml壜詰
- 上撰 ザ・カップ 200ml
- 佳撰 ザ・カップ 200ml
- つきカップ200ml
- にごり酒 200mlカップ
- 糖質ゼロカップ200ml
- 辛口派パック 3L
- 辛口派パック 2L
- 辛口派パック 900ml
- 辛口派パック 650ml
- 辛口派パック 500ml
- 甘口派パック 2L
- 甘口派パック 900ml
- かろやか純米パック 2L
- かろやか純米パック 900ml
- 樽酒 500ml壜詰
- 特撰 吟醸酒 500ml壜詰
- 特撰 純米酒 500ml壜詰
- ヌーベル月桂冠 特別本醸造 720ml壜詰
- ヌーベル月桂冠 純米酒 720ml壜詰
- すべて米の酒パック 1.8L
- すべて米の酒パック 900ml
- 上撰アルミカップ 180ml
- ニューカップクリア 180ml
- 超特撰 特別本醸造 1.8L壜詰
- スパークリング清酒 Zipang
- 糖質ゼロ 2.7Lパック
- 糖質ゼロ 1.8Lパック
- 糖質ゼロ 900mlパック
- 糖質ゼロ 500mlパック
- 糖質ゼロ エコカップ210ml
- 糖質ゼロ冷酒 900mlパウチ
- 糖質ゼロ冷酒 300ml壜詰
- 糖質70％オフ・プリン体ゼロ 1.8Lパック
- 糖質70％オフ・プリン体ゼロ 900mlパック

### リキュール・梅酒
- うたかた
- ほろどけ【巨峰】
- キレイ梅酒
- プラムワイン

### 輸入ビール・輸入ワイン

#### ドイツビール・ドイツワイン
- テーニッヒャー・ザンクト・ミヒャエル・リースリング・カビネット・トロッケン
- リースリング・ホーホゲヴェクス・シュタイルラーゲ・ハルプトロッケン
- ドルンフェルダー・QbA・リープリッヒ
- モーゼルラント・ドルンフェルダー・トロッケン
- ピースポーター・ミヘルスベルク QbA
- セント・クリストファー ツェラー・シュヴァルツェ・カッツ QbA
- セント・クリストファー リープフラウミルヒ QbA
- ゲックリンガー・ヘルリッヒ・ミュラー・トゥルガウ QbA トロッケン
- リープフラウミルヒ・ゼクトbA
- ヴェルテンブルガー・バロック・ヘル
- ヴェルテンブルガー・ヘフェヴァイスビア・ドゥンケル

#### フランスワイン
- ジュヴレ・シャンベルタン
- サンテミリオン・グラン・クリュ・シャトー・ヴィユ・プレー
- シャブリ
- ボージョレ・ヴィラージュ
- ヴァン・ド・ペイ･コート･カタラーヌ/グルナッシュ・ノワール
- ミュスカデ・ド・セーヴル・エ・メーヌ・シュル・リー プレスティージュ
- ヴァン・ド・コルス ロゼ
- ヴァン・ド・コルス 赤
- アンジュ 赤 レ・アルドワジエール
- コート・デュ・リュベロン 赤
- ヴァン・ド・ペイ・ドック/カベルネ・ソーヴィニヨン
- ヴァン・ド・ペイ・ドック/シャルドネ
- ヴァン・ド・ターブル・ヴィユー・ムーティエ 赤
- ヴァン・ド・ターブル・ヴィユー・ムーティエ 白
- ヴァン・ド・ターブル 赤
- クレマン・ダルザス・ブリュット/ブラン・ド・ノワール

### その他の商品
- 美山ゴールド
- 美山スーパー
- 美山クリア
- 万能料理酒
- ふんわり梅わいん
- プラムワイン
- 月桂冠NEWフリー
- 甘酒
- 冷やし甘酒

### 化粧品
- モイストムーン

## 事業所

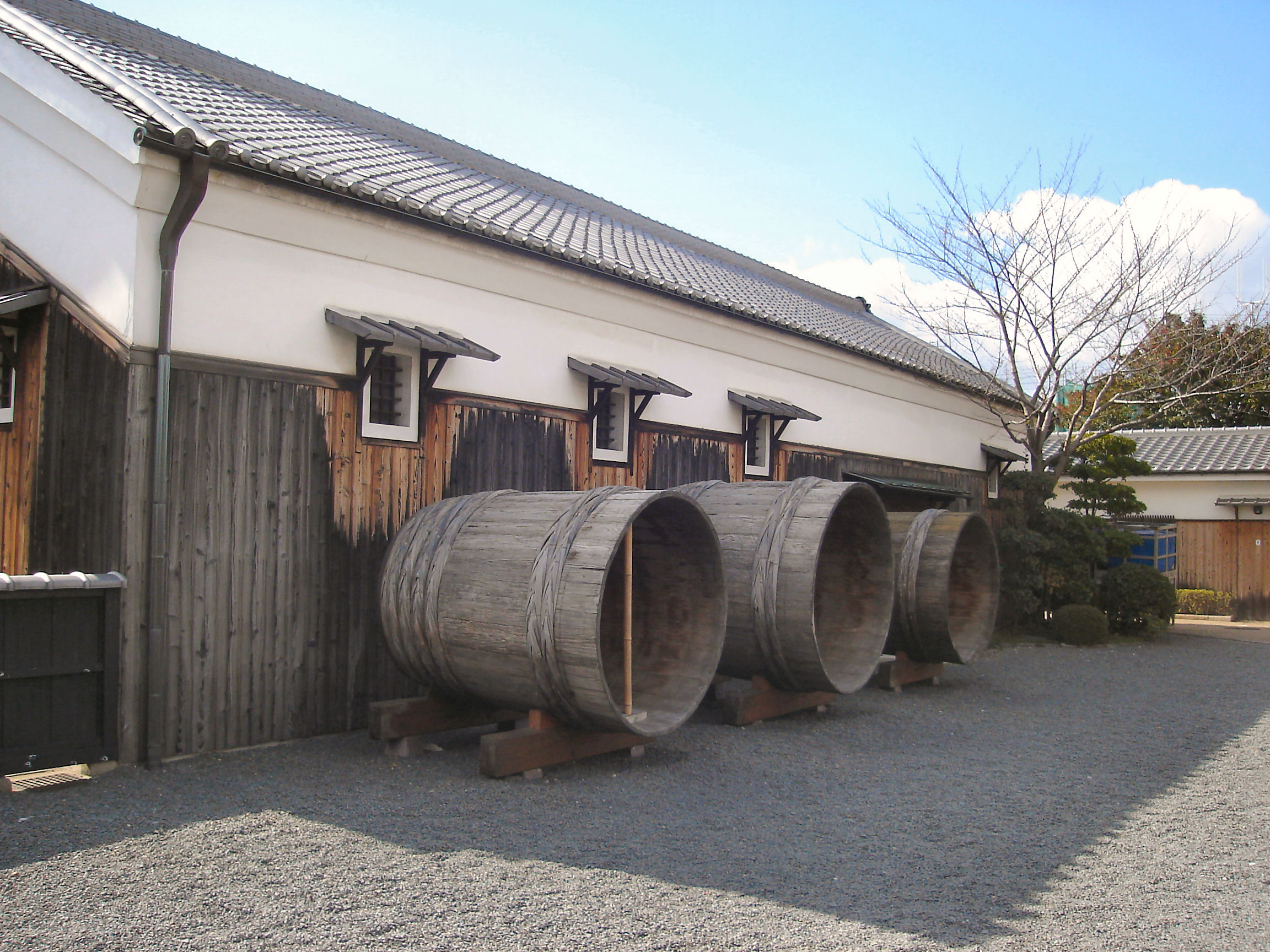
月桂冠大倉記念館

### 本社
- 本社 - 京都府京都市伏見区南浜町247番地
- 物流部 - 京都府京都市伏見区下鳥羽小柳町101番地
- 月桂冠大倉記念館 - 京都府京都市伏見区南浜町247番地

### 営業
- 広域流通部
  - 広域流通第1支店・広域流通第2支店 - 東京都港区新橋6丁目14番3号 御成門PREXビル
- 北日本営業部
  - 北海道支店 - 北海道札幌市中央区大通西10丁目4番地 南大通ビル7F
  - 東北支店 - 宮城県仙台市若林区清水小路6-1 東日本不動産仙台ファーストビル5F
- 東日本営業部
  - 首都圏第1支店・首都圏第2支店・首都圏第3支店・関東信越支店 - 東京都港区新橋6丁目14番3号 御成門PREXビル
- 中部営業部
  - 中部支店 - 愛知県名古屋市西区天塚町1丁目95番地
- 近畿営業部
  - 京都支店 - 京都府京都市伏見区南浜町248番地4 月桂冠南浜町ビル2F
  - 近畿流通支店 - 大阪府大阪市中央区東高麗橋1番12号 月桂冠南浜町ビル2F
- 中四国営業部
  - 中国四国支店 - 岡山県岡山市北区柳町1丁目1番1号 住友生命岡山ビル14F
- 九州営業部
  - 九州第1支店・九州第2支店 - 福岡県福岡市博多区綱場町1番1号 D-LIFE PLACE 呉服町4F

### 製造・研究所
- 昭和蔵 - 京都府京都市伏見区片原町300番地1
- 大手蔵 - 京都府京都市伏見区下鳥羽小柳町101番地
- 総合研究所 - 京都府京都市伏見区下鳥羽小柳町101番地

## グループ会社

### 海外事業
- 米国月桂冠株式会社
- 月桂冠（上海）商貿有限公司

### 清酒醸造
- 多賀株式会社
- 松山酒造株式会社
- 共同酒造株式会社

### 食品事業
- 株式会社キンレイ
- 株式会社藤清

### その他
- 大倉産業株式会社
- 株式会社大倉酒店

## 受賞歴
- 全国新酒鑑評会
  - 平成14酒造年 - 29酒造年[6]
  - 「月桂冠」金賞受賞 - 平成29年受賞

## 提供番組

### テレビ番組

#### 現在
- DRAMATIC BASEBALL（BS日テレ放送分）
- 火ドラ★イレブン（関西テレビ制作・フジテレビ系列）
- 現在はレギュラーはなく、集中的に週替わりが多い。

#### 過去
- 花しぼり（日本テレビ系列）
- 日本テレビ水曜8時枠連続ドラマ（日本テレビ系列）
- 日本テレビ火曜8時枠時代劇（日本テレビ系列）
- TBS火曜9時枠の連続ドラマ（TBS系列）
- 月曜ロードショー（TBS系列）
- ニュース22プライムタイム（TBS系列）
- 月曜ドラマスペシャル（TBS系列）
- ギミア・ぶれいく（TBS系列）
- 大阪国際女子マラソン（関西テレビ制作・フジテレビ系列）
- 秘密のケンミンSHOW（読売テレビ制作・日本テレビ系列）
- 金曜ロードショー（日本テレビ系列）※1992年10月‐1997年3月末まで）
- 土曜ワイド劇場（テレビ朝日）※2012年から2016年まで、10月から3月まで提供する事があった。
- 釣り・ロマンを求めて（テレビ東京系列）
- 金曜8時のドラマ（テレビ東京系列）※2013年10月より、釣りロマン終了後から。
- 和風総本家（テレビ大阪制作・テレビ東京系列）
- 白石美帆の一合一会（BSフジ）※一社提供。
- 日本テレビ系列・ユニオン映画制作ドラマ
  - おひかえあそばせ
  - 気になる嫁さん
  - パパと呼ばないで
  - 雑居時代
- 松山英太郎のザ・京都（毎日放送）
- 吉田類の酒場放浪記（BS-TBS）※2016年4月から2018年頃まで（現在は菊正宗に交代）
- 真相報道 バンキシャ!（日本テレビ、関東ローカル）

### ラジオ番組

#### 現在
- 大竹まこと ゴールデンラジオ!内「大竹紳士交遊録」（文化放送）※同枠コーナー前々身の途中から[注 3][注 4]。（2021年3月26日で撤退。番組は2021年4月以降も継続中。）→安元洋貴の笑われるセールスマン（仮）（文化放送）、超!A&G+（2021年4月 - 。）[注 5][注 6]
- なかじましんや 土曜の穴内「川柳五七五」（文化放送）※TOTOの提供降板に伴い、同コーナーの提供開始し番組終了まで。
- 文化放送ライオンズナイター（文化放送）※毎年4月 - 9月の平日にPT扱いにて提供。2014年度より2020年度まで。
- 森久保祥太郎・浪川大輔 つまみは塩だけ（ラジオ大阪）※2024年1月 - 。

ほか

#### 過去
- 通勤情報（ラジオ番組）（JRN系企画ネット番組）
- はんなり散歩（FM東京）※田畑智子が出演していたミニ番組。

など多数

## CM出演者

### 現在
- 川栄李奈（月桂冠　アルゴ）

### 過去
- 高島忠夫・寿美花代（月桂冠）
- 中村雅俊（シルバー月桂冠）
- 千代の富士貢（月桂冠）
- ヘンリー・カー（月桂冠）
- 十朱幸代（生酒）
- 風間杜夫（月桂冠）
- 山田邦子（生酒）
- 千堂あきほ（生酒）
- 真田広之（月桂冠）
- 大屋政子（にっぽん）
- 和田勉（ザ・カップ200）
- 風吹ジュン（つき）
- 高嶋政伸（ザ・カップ200）
- 天海祐希（ザ・カップ200）
- 樋口可南子（薫りの純米）
- 杉本哲太（つき）
- 黒鉄ヒロシ（つき）
- 小市慢太郎（つき）
- 相築あきこ（つき）
- 津田寛治（つき）
- 木村多江（つき）
- 内山信二（ザ・カップ）
- 永作博美（つき）
- 李鐘浩（つき）
- 内藤まろ（つき）
- 伊原剛志（すべて米の酒）
- 石原良純（つき）
- 宮崎哲弥（つき）
- 仲間由紀恵（つき）
- 沢口靖子（つき）
- 宮本浩次（THE SHOT）